# Лов на мачеве
Лов на мачеве био је једна од мера јапанског регента Тојотоми Хидејошија (1582-1598) за уједињење и успостављање трајног мира у Јапану након стогодишњег грађанског рата и распада државе у периоду Сенгоку (1467-1568).

## Позадина
Након што је 1582. године наставио уједињење Јапана које је 1568. започео Ода Нобунага, Тојотоми Хидејоши је 1587. освојио острво Кјушу и успео да снагом оружја и преговорима савлада већину независних великаша у Јапану. Хидејошијев „мир“ се проширио не само на даимјое већ и на сваки друштвени слој, укључујући пољопривреднике и рибаре. То је спроведено његовим указом о лову на мачеве и забраном пиратерије, издатим и спроведеним 1588.

## Едикт из 1588. године
Указ о лову на мачеве наложио је предају и заплену свог оружја које су поседовали сељаци, укључујући дугачке мачеве, кратке мачеве, лукове, копља и ватрено оружје. Уредба је предвиђала да ће од заплењеног оружја бити направљени ексери и стеге за Дворану Великог Буде у храму Хокоџи, коју је Хидејоши тада градио у Кјоту. Објашњено је да то значи да ће сељаци бити спасени не само у овом животу, већ и на оном свету: ако би сељаци узели у руке своја пољопривредна оруђа и посветили се обрађивању њива, просперитет њихове деце и унука за будуће генерације био би осигуран.
Други едикт је стриктно забрањивао гусарење и налагао власницима домена да у свакој покрајини изврше попис заповедника бродова, рибара и других који живе од мора и да их ставе под своју контролу.

## Последице
Ова два едикта ставили су тачку на активности конфедерација фармера и рибара против власника домена. Њихов значај у овом погледу је тада био добро схваћен. Један корак даље од Нобунагиног потискивања икија, њихов циљ је био да институционализују резултате овог потискивања у друштвени систем. Гледано у светлу касније историје, они су послужили као коначни допринос тенденцији друштва у шеснаестом и седамнаестом веку да напусти праксу решавања спорова међу различитим групама коришћењем оружја.